# Tripolium pannonicum subsp. tripolium
Tripolium pannonicum subsp. tripolium es una especie de planta perteneciente a la familia Asteraceae. 

## Distribución y hábitat
Es originaria del  norte de Europa que  limita su distribución a las marismas, estuarios y en ocasiones en lugares salobres. 

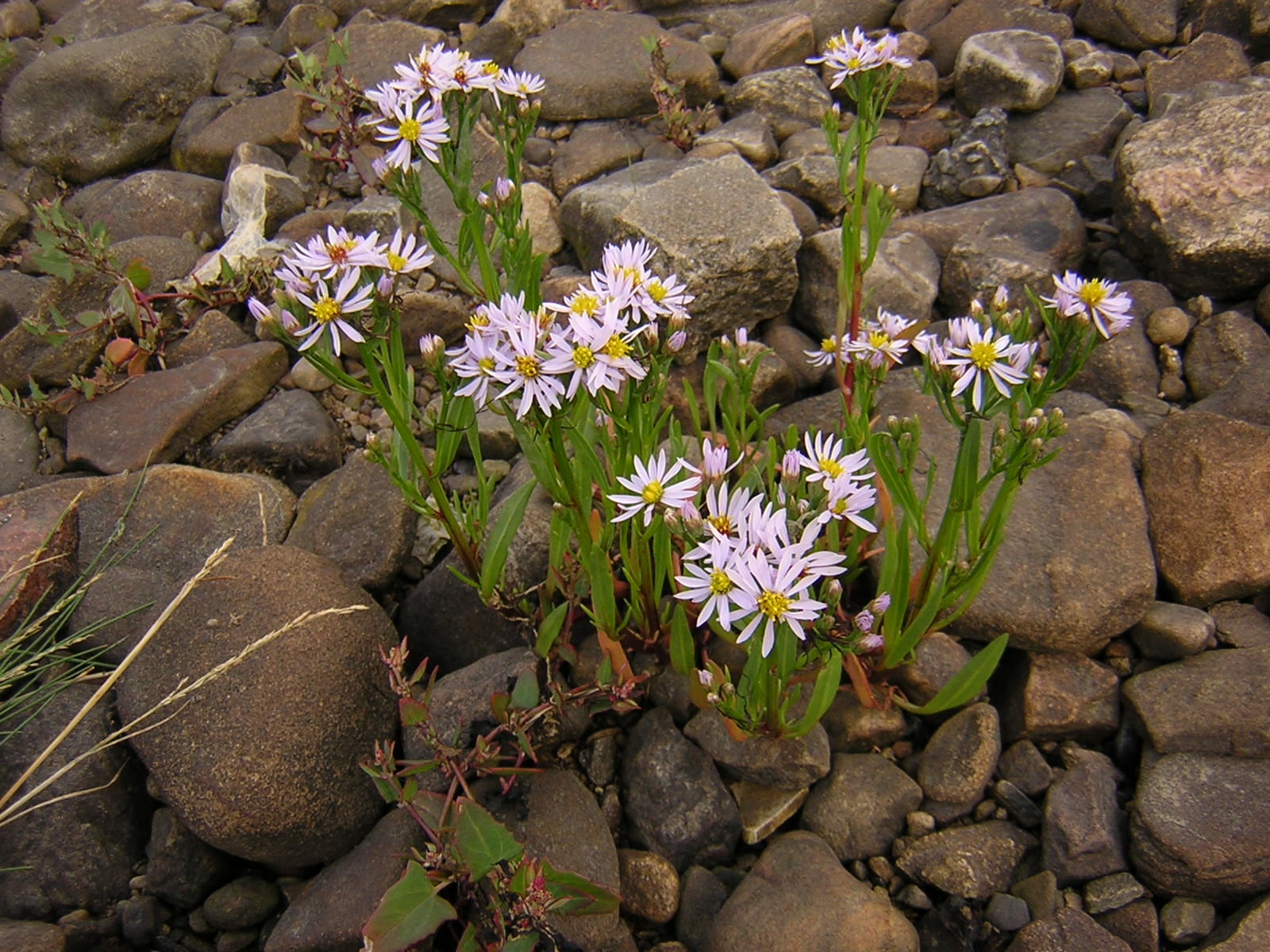

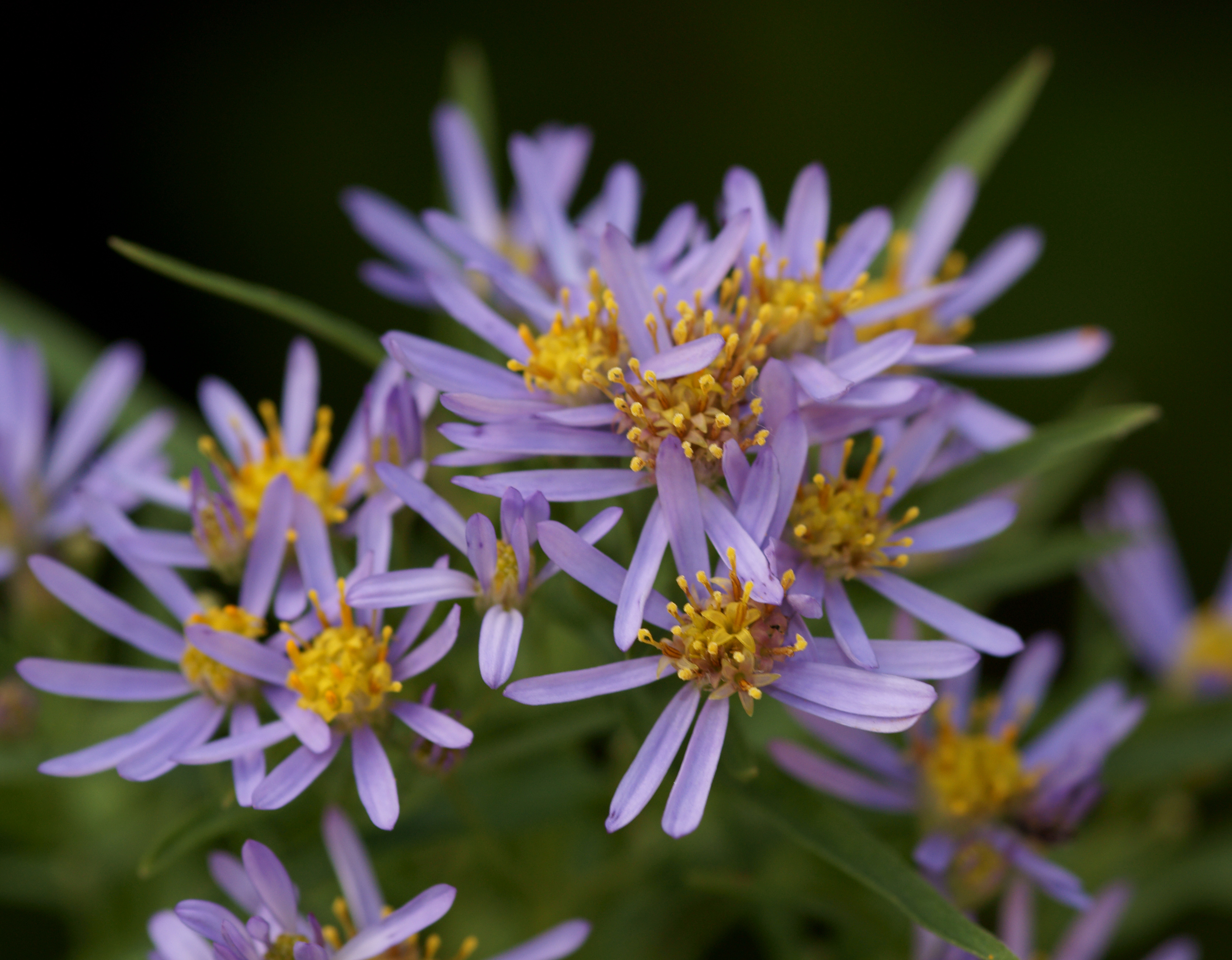

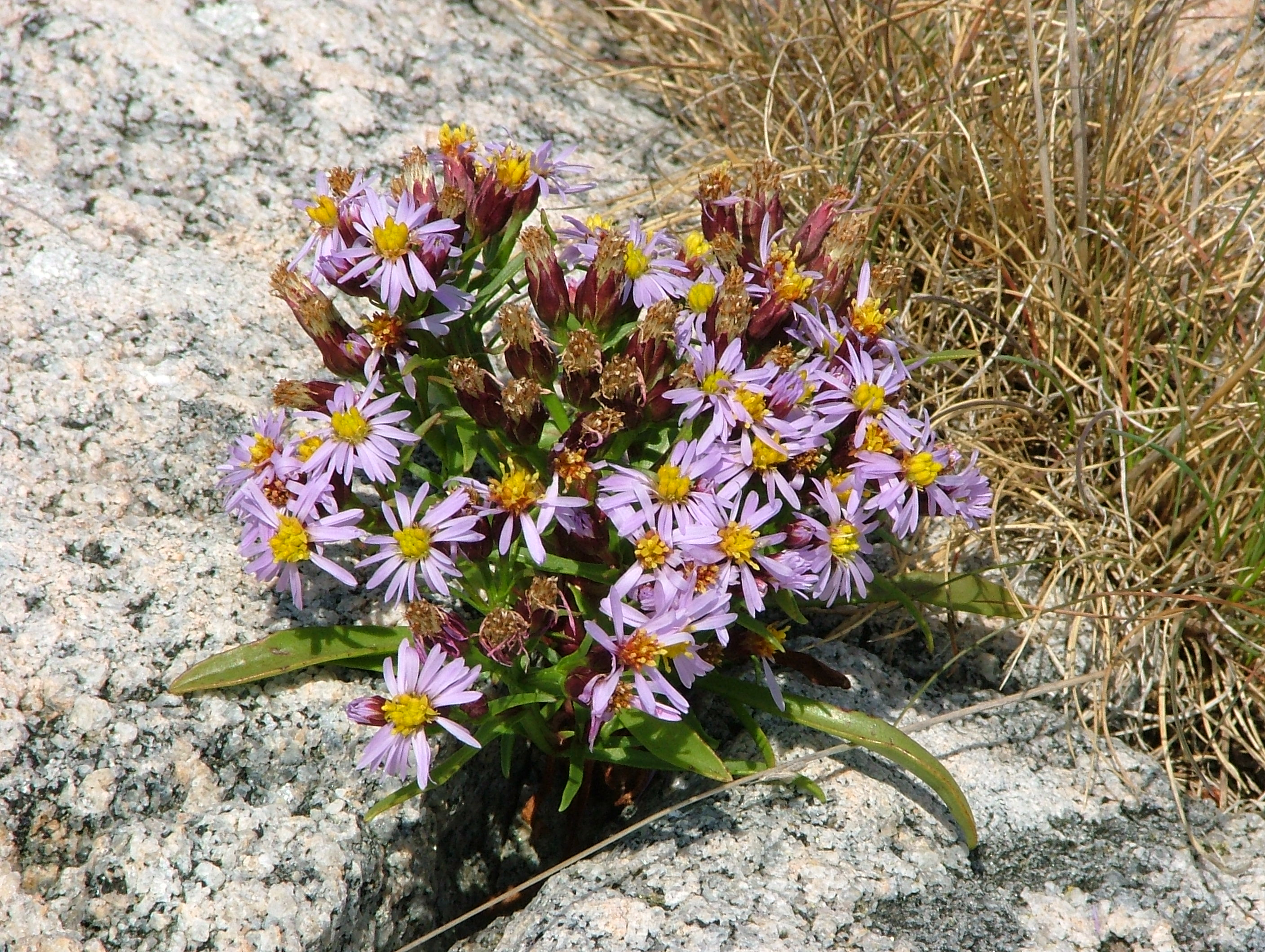

## Descripción
Es una planta perenne que crece hasta 50 cm de alto con hojas lanceoladas, carnosas y flores con los rayos de color púrpura. La floración se produce de julio a septiembre. Las plantas tienden a ser de corta duración y las poblaciones necesitan renovaciones importantes cada año a partir de nuevas plántulas. Las hay con rayos florales, así como variedades sin ellos y sólo los primeros tienen largas flores azules o blancas. La forma sin rayos es de color amarillo. Las plantas florecen hasta bien entrado el otoño y por lo tanto proporcionan una valiosa fuente de néctar para las mariposas que vuelan en esa estación, tales como la dama pintada y la almirante roja.

## Taxonomía
Tripolium pannonicum subsp. tripolium fue descrita por  (L.) Greuter y publicado en Willdenowia 33(1): 47. 2003.
Sinonimia
- Amellus salignus (L.) Opiz
- Aster carnosus Gilib.
- Aster depressus Kit.
- Aster macrolophus H.Lév. & Vaniot
- Aster maritimus Salisb.
- Aster palustris Lam.
- Aster papposissimus H.Lév.
- Aster salignus Schrad.
- Aster succulentus Gilib.
- Aster tripolium L.
- Aster tripolium var. integrifolium Miyabe & Kudô
- Aster tripolium var. tripolium
- Aster tripolium subsp. tripolium
- Bigelowia carnosa (A.Gray) Benth. & Hook.f.
- Eurybia maritima Gray
- Eurybia maritima var. maritima
- Fimbristima maritima Raf.
- Tripolium pannonicum subsp. maritimum Holub[2]